# Lommelands socken
Lommelands socken i Bohuslän ingick i Vette härad, uppgick 1967 i Strömstads stad och området ingår sedan 1971 i Strömstads kommun och motsvarar från 2016 Lommelands distrikt.
Socknens areal är 34,60 kvadratkilometer, varav 34,40 land. År 2000 fanns här 195 invånare. Sockenkyrkan Lommelands kyrka ligger i socknen. 

## Administrativ historik
Lommelands socken har medeltida ursprung. 
Vid kommunreformen 1862 övergick socknens ansvar för de kyrkliga frågorna till Lommelands församling och för de borgerliga frågorna bildades Lommelands landskommun. Landskommunen inkorporerades 1952 i Vette landskommun som 1967 uppgick i Strömstads stad som 1971 ombildades till Strömstads kommun. Församlingen uppgick 2002 i Idefjordens församling.
1 januari 2016 inrättades distriktet Lommeland, med samma omfattning som församlingen hade 1999/2000.  
Socknen har tillhört län, fögderier, tingslag och domsagor enligt vad som beskrivs i artikeln Vette härad. De indelta båtsmännen tillhörde 1:a Bohusläns båtsmanskompani.

## Geografi
Lommelands socken ligger nordost om Strömstad med Idefjorden i öster och Svinesund i norr. Socknen har odlingsbygd i sprickdalar som omges av bergsplatåer som är kala eller ljungbeväxta och skogklädda.
I Hälle fanns ett gästgiveri som även var färjeläge för överfart till Halden (Fredrikshald) i Østfold.

## Fornlämningar
Boplatser och en hällkista från stenåldern har påträffats. Från bronsåldern finns  några gravrösen, skålgropsförekomster och sju hällristningar. Från järnåldern finns ett gravfält.

## Befolkningsutveckling
Befolkningen ökade från 330 1810 till 1047 1910 varefter den minskade till 222 1980 när den var som lägst under 1900-talet.

## Namnet
Namnet skrevs 1378 Lumulandum och kommer från kyrkbyn. Efterleden är land. Förleden har antagits innehålla ett bäcknamn med betydelsen 'den dåsiga, lugna'.
Före 27 oktober 1927 även skrivet Lommelanda socken.